# Crematogaster unciata
Crematogaster unciata är en myrart som beskrevs av Santschi 1925. Crematogaster unciata ingår i släktet Crematogaster och familjen myror. Inga underarter finns listade i Catalogue of Life.